# Родригес Вельце, Эдуардо
Эдуард Родригес Вельце (исп. Eduardo Rodríguez Veltzé; род. 2 марта 1956, Кочабамба) — боливийский политический деятель, президент страны в 2005—2006 годах. 

## Биография
Родился в Кочабамбе в 1956 году. Имеет специальность адвоката и степень магистра государственного управления. Учился в колледже Сан-Агустин; изучал право в Университете Кочабамбы, а затем — в Гарвардском университете.
В 2005 году, после недель массовых народных волнений во главе с Эво Моралесом, президент Карлос Меса сложил свои полномочия. После отказа Орманди Диэса и Марио Коссио, соответственно председателей Сената и Палаты депутатов, занять пост президента в связи с давлением мятежников, власть возглавил Родригес Вельце, как председатель Верховного суда (судебной власти в стране). Он был назначен на пост главы государства для организации в течение года очередных выборов.
Во время правления Моралеса Родригеса Вельце обвинили в государственной измене из-за утилизации ракет (соответствующее решение было принято во время его пребывания на посту президента). Боливия приобрела около 30 единиц зенитно-ракетных комплексов HN-5 в Китае в 1990-х годах. К 2005 году эти комплексы устарели, и Родригес Вельце принял решение об их утилизации.
Обвинения сняты.
Представитель в суде ООН.